# Éleuthère (pape)
Pour les articles homonymes, voir Éleuthère.
Éleuthère est, selon la tradition catholique, le 13e évêque de Rome de 175 à sa mort le 24 mai 189. Il succède à Sôter et est suivi par Victor Ier. Son pontificat est daté de 171–185 ou de 177–193. C'est un saint chrétien fêté le 26 mai,.
Il est lié à un certain nombre de légendes, l'une d'elles lui attribue la réception d'une lettre de « Lucius de Bretagne, roi de Bretagne », mais qui est aujourd'hui généralement considérée comme une forgerie.

## Biographie
Hégésippe de Jérusalem rapporte qu'Éleuthère est Grec, originaire de Nicopolis d'Épire, son nom en grec signifie « homme libre » ; certains disent qu'il fait référence au fait qu'il était un affranchi, mais la tradition et Hégésippe rapporte seulement qu'il était diacre de l'église de Rome à l'époque d'Anicet, dont il était le disciple et qu'il a participé, en tant que secrétaire, à sa rencontre avec Polycarpe de Smyrne.

### Pontificat
Éleuthère gouverne l'Église de Rome sous les règnes des empereurs romains Marc Aurèle puis Commode jusqu'à sa mort, le 24 mai 189 selon la tradition catholique. Il est le dernier pape que mentionne la liste que saint Irénée de Lyon dresse à la fin du IIe siècle.
Durant son pontificat, l'hérésie montaniste atteint son apogée, à tel point que, pour présenter les différences entre chrétiens et montanistes, les chrétiens écrivent 4 apologies, mais en 177, la persécution des chrétiens par Marc Aurèle se déchaîne violemment : le pouvoir impérial ne fait pas de distinction entre les chrétiens « orthodoxes » et les chrétiens « hérétiques » ; les attitudes des montanistes sont généralement aussi attribuées aux chrétiens, qui sont donc impliqués dans la condamnation de ces comportements antisociaux contraires aux lois de l'État, typiques du montanisme, auxquelles ils s'opposent eux-mêmes.[réf. nécessaire]
Les martyrs de Lyon sont célèbres, notamment saint Pothin, évêque de Lyon, et sainte Blandine ; selon ce que rapporte Eusèbe de Césarée, Éleuthère est également mentionné dans le récit de leur martyre et dans leurs lettres. À Rome, également en 177, sainte Cécile est martyrisée. La même année, saint Irénée, futur évêque de Lyon, accompagne quelques évêques pour convaincre le pape de se prononcer contre le montanisme, mais sans résultat. Par la suite, l'évêque Abercius d'Hiérapolis-en-Phrygie (de) se rend également à Rome pour discuter du même problème. Ce n'est qu'avec la mort de Marc Aurèle et l'accession au trône de son fils Commode que les persécutions cessent et que l'Église peut se consacrer au problème de l'hérésie montaniste.

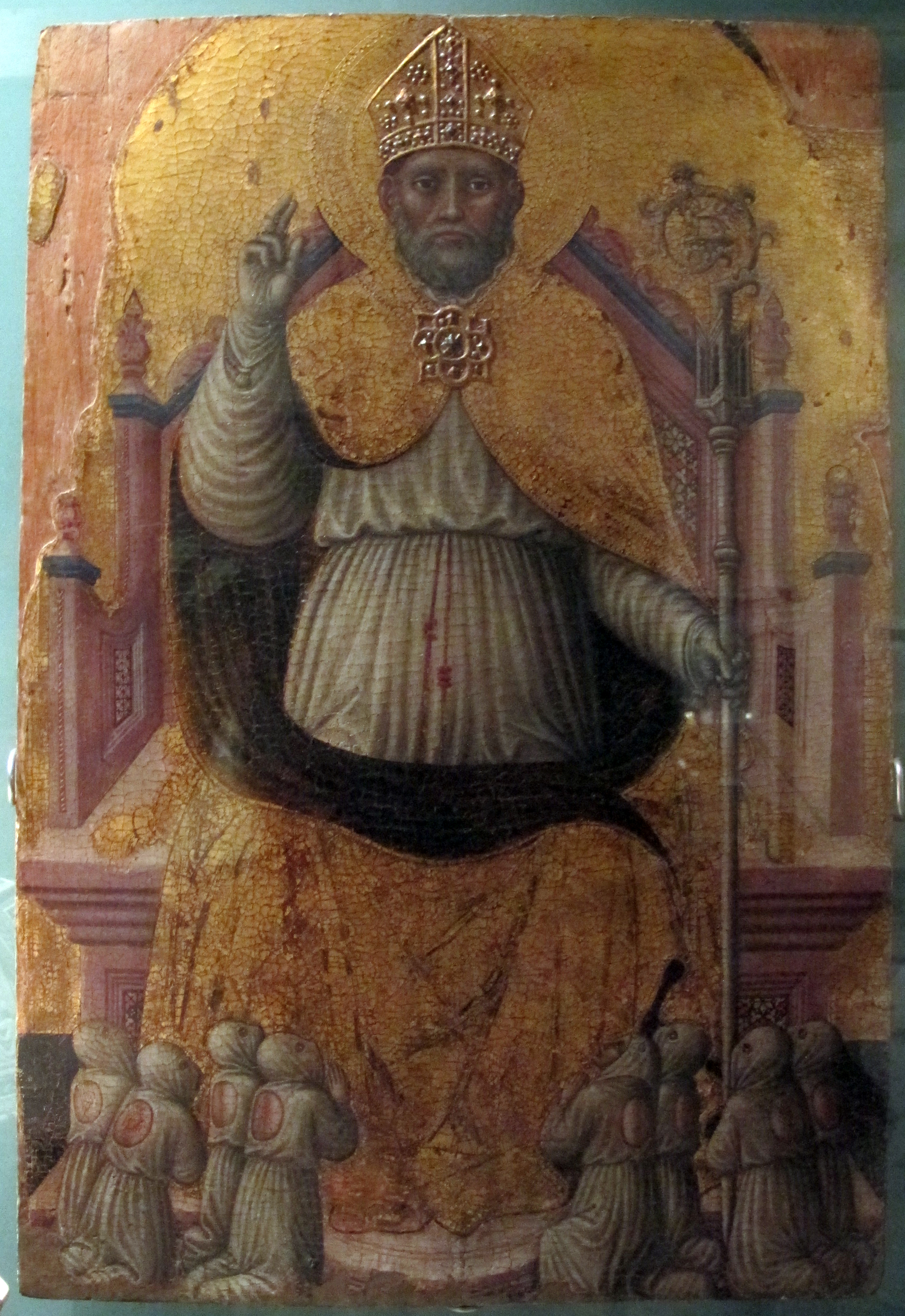
Maestro di Staffolo, portrait de 1483, palais Farnèse.

On lui reproche parfois un certain attentisme et une certaine indécision dans son intervention contre cette hérésie. Son comportement pourrait cependant être vu comme une attitude diplomatique visant à tenter de résoudre la séparation sans douleur. Une attitude qui ne porte cependant aucun fruit. Au cours de son pontificat, il doit également se heurter à d'autres hérésies qui continuent à propager leurs doctrines comme le gnosticisme, le marcionisme et le valentinianisme avec lesquels il opte pour une grande sévérité après avoir longtemps fait preuve de mansuétude. Abgar IX d'Osroène, souverain du petit royaume d'Édesse et allié à l'Empire romain, lui adresse une demande de missionnaires, sans que l'Histoire ait retenu quelle réponse Éleuthère lui apporte.
Durant son pontificat, l'empereur Commode, qui règne à partir de 180, n'exerce aucune persécution contre les chrétiens.
Selon le Liber Pontificalis, un édit d'Éleuthère décrète qu'aucune nourriture n'est impure : « Et hoc iterum firmavit ut nulla esca a Christianis repudiaretur, maxime fidelibus, quod Deus creavit, quæ tamen rationalis et humana est », combattant ainsi des pratiques héritées des prescriptions juives sur la pureté des aliments. Un tel décret aurait pu être émis contre le maintien précoce de la cacherout, la loi alimentaire juive, et contre des lois similaires pratiquées par les gnostiques et les montanistes. Il est cependant également possible que l'auteur du passage ait attribué à Éleuthère un décret semblable à un autre publié vers l'an 500 afin de lui donner une plus grande autorité. Selon la même source, Éleuthère envoie des missionnaires, Fugace et Damien, convertir les Bretons insulaires à la demande du roi Lucius de Bretagne,.
Il est enterré près de la tombe de saint Pierre dans la nécropole papale de la basilique Saint-Pierre.

### Correspondance avec Lucius, roi de Bretagne
Le Liber Pontificalis raconte qu'il correspond avec un roi britannique, Lucius de Bretagne, désireux de se convertir au christianisme. Cette tradition (romaine et non britannique) semble n'avoir aucun fondement historique. En effet, à la fin du IIe siècle, l'administration romaine est profondément enracinée en Bretagne, il ne peut donc y avoir de véritables rois locaux sur l'île. Qu'un chef de tribu, connu sous le nom de roi, ait pu demander à l'évêque de Rome des éclaircissements sur la foi chrétienne semble assez improbable pour cette époque. L'hypothèse non fondée contenue dans le Liber Pontificalis ne constitue pas une base suffisante pour accepter cette affirmation. Saint Bède le Vénérable, le premier écrivain anglais (673–735) à citer l'histoire à plusieurs reprises, ne l'a pas apprise de sources anglaises, mais du Liber Pontificalis. Selon certains chercheurs, ce Lucius pourrait être identifié comme Abgar IX d'Osroène . D'autres encore pensent qu'il doit être identifié avec Lucius Artorius Castus.

## Culte
Éleuthère est fêté le 26 mai. On le cite la première fois comme martyr dans un texte du IXe siècle.
Il est le saint patron de Cupramontana (AN).
Un autel latéral de l'église San Giovanni della Pigna à Rome lui est dédié.